# Revolver

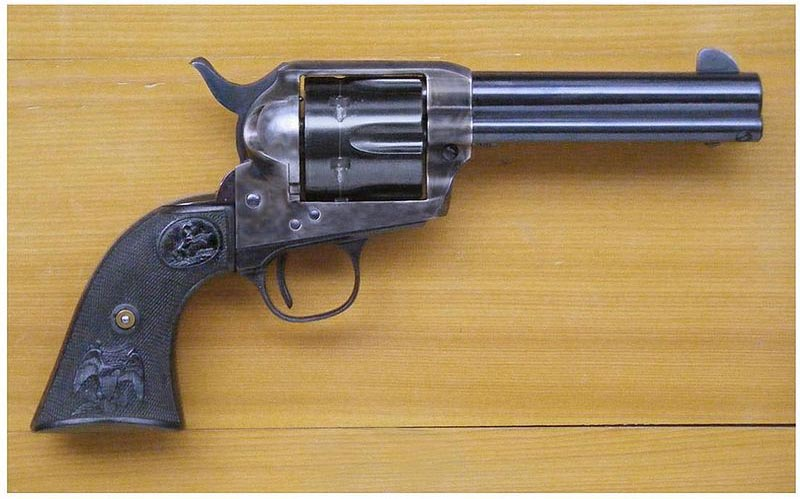
Revolver Colt cu simplă acțiune.

Revolverul este o armă de foc individuală, cu repetiție, dotată cu un cilindru rotativ ce conține mai multe camere de ardere pentru cartușe, care prin rotație vin pe rând în dreptul țevii. Este o armă portativă, care se mânuiește cu o singură mână, având camera cartușului în afara țevii, într-o piesă specială numită „butoiaș” care are mai multe camere de cartușe (de obicei, șase).

## Istoric
Ca inventator al revolverului este creditat americanul Samuel Colt (patentul lui datează din 1836), deși mai fuseseră realizate unele tipuri de revolver și înainte de acesta; de exemplu, italianul Francesco Antonio Broccu concepuse în 1833 un mecanism de percuție pentru cilindru rotativ (revolver), pentru care primise un premiu de 300 de franci francezi, dar nu îl patentase.
Samuel Colt înființase o fabrică de producție a armelor de foc la Paterson, New Jersey, în 1835. El a solicitat un patent pentru „pistolul revolver”, pe care l-a primit în mod oficial la 25 februarie 1836 (patent numerotat ulterior: 9430X). Acesta, împreună cu patentul Nr. 1304, datat 29 august 1836, au protejat principiile de bază ale armei denumite Colt Paterson⁠(en)[traduceți]. Colt nu a susținut niciodată că el a inventat revolverul, întrucât designul său era doar o adaptare practică a puștii cu cremene rotitoare a lui Collier, patentată deja în Anglia. Meritul său constă îndeosebi în utilizarea pieselor interșanjabile, invenția sa pretându-se astfel la producția de masă.
Odată cu inventarea cartușelor cu înveliș de alamă s-a creat posibilitatea încărcării acestora în butoiașul revolverului prin spatele acestuia, deci mult mai rapid (la primele revolvere încărcarea se făcea prin partea anterioară a butoiașului). Ideea de a perfora complet locașele pentru cartușe din butoiașul revolverului, permițând astfel încărcarea din spate, îi aparține americanului Rollin White⁠(en)[traduceți] (1855). Concurentul firmei Paterson, Smith & Wesson⁠(en)[traduceți], a cumpărat în 1856, de la Rollin White, dreptul de a exploata noul tip de butoiaș de revolver, singurul tip susceptibil de a funcționa cu noile cartușe.

### Utilizare
Revolverul a fost o armă individuală foarte răspândită în a doua jumătate a secolului al XIX-lea și la începutul secolului al XX-lea, fiind utilizat atât de personalul forțelor armate și de poliție, cât și de simplii cetățeni, datorită ușurinței cu care putea fi folosit cu o singură mână, a tirului cu repetiție rapidă, a relativei siguranțe în exploatare și a întreținerii simple.
Treptat, pe parcursul secolului al XX-lea a pierdut însă teren în fața pistolului semiautomat, deși susținătorii revolverului scoteau în evidență faptul că acesta era mai sigur în exploatare: în cazul unui rateu, pistolul trebuia armat din nou, operație ce necesita folosirea ambelor mâini, în timp ce la revolverul cu dublă acțiune era suficientă doar o nouă apăsare pe trăgaci.

## Mod de funcționare

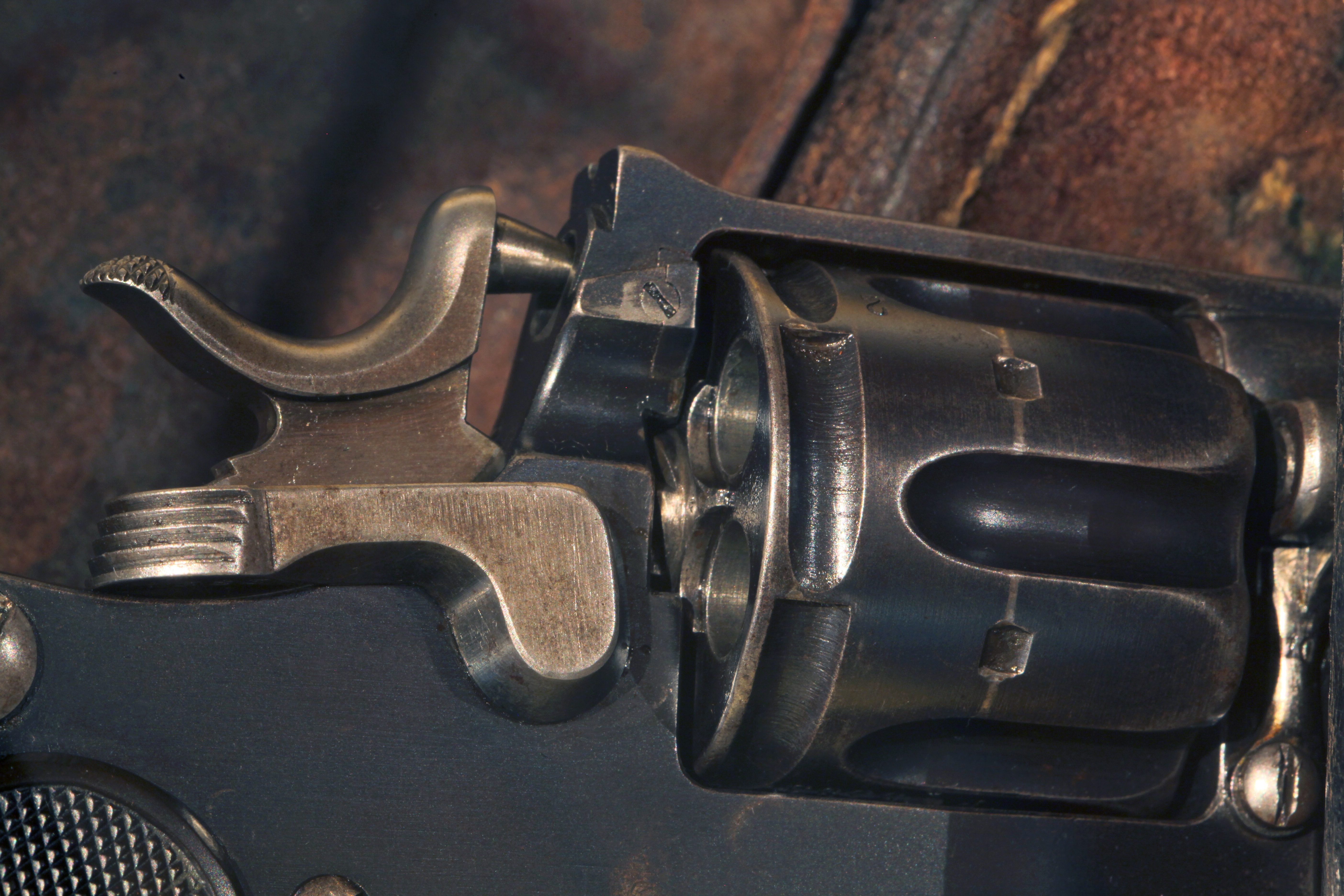
Detalii ale unui revolver Schmidt M1882; se pot observa „cocoșul”, locașurile cartușelor în „butoiaș” și mecanismul de rotație al acestuia.

Principiul de funcționare a revolverului, ca armă de foc cu repetiție, se bazează pe rotirea, după fiecare foc, a „butoiașului” (cilindrul rotativ ce conține cartușele) având ca scop aducerea pe rând a fiecărui cartuș în poziția de tragere, mai exact în dreptul țevii și al percutorului.
După executarea fiecărui foc poate fi necesară armarea mecanismului de percuție (în cazul „revolverelor cu simplă acțiune”) sau nu este necesară armarea (în cazul „revolverelor cu dublă acțiune”). Spre deosebire de pistoalele semiautomate, tubul gol al cartușului tras nu este aruncat după executarea focului, ci rămâne în cilindrul rotativ (butoiaș).
După epuizarea cartușelor, pentru reîncărcare (la majoritatea revolverelor) trebuie rabatat butoiașul în lateral, extrase tuburile cartușelor trase și reintrodus cartuș cu cartuș în butoiaș. La unele mărci de revolvere această operație se face prin „frângerea” armei (ca la puștile de vânătoare), realizându-se astfel accesul la locașurile cartușelor din butoiaș.

### Revolvere cu simplă acțiune
La revolverele cu „simplă acțiune” (în engleză single-action) la tragerea fiecărui foc era necesară armarea manuală, prin tragerea spre poziția din spate a „cocoșului” (piesă metalică denumită astfel deoarece inițial avea forma unui cap de cocoș, cu creastă zimțată). Această acțiune rotea „butoiașul” cu o poziție, aducând astfel un nou cartuș în dreptul țevii. Prin apăsarea trăgaciului cocoșul se deplasa spre poziția din față, angrenând percutorul care lovea capsa cartușului și producea astfel aprinderea încărcăturii. Urma o nouă armare și o nouă apăsare pe trăgaci etc., până la epuizarea cartușelor din butoiaș.
În filmele western se poate vedea uneori o metodă de tragere extrem de rapidă folosind revolverul cu simplă acțiune. Pistolarul scotea rapid revolverul și îl poziționa în dreptul centurii, puțin spre lateral, cu țeava îndreptată spre țintă, iar cu mâna cealaltă lovea rapid cu muchia palmei „cocoșul” revolverului (spre înapoi), care în acest fel se arma. Trăgaciul revolverului era ținut permanent apăsat în tot acest timp, iar arma trăgea într-o succesiune foarte rapidă, aproape ca o armă automată modernă, acest lucru depinzând, evident, de abilitatea pistolarului. Această metodă de tir rapid (în engleză fanning) avea și dezavantaje, ca imprecizia tragerii (nu mai exista timpul necesar pentru ochire, totul depinzând de experiența și abilitatea trăgătorului de a nimeri ținta), supraîncălzirea armei (dacă „fanning-ul” era practicat fără pauză) și uzura mai rapidă a revolverului decât la tragerea normală (în special a piesei care oprește „butoiașul” în poziția cu camera de ardere aliniată cu țeava).

### Revolvere cu dublă acțiune
O perfecționare a mecanismului de tragere a apărut odată cu revolverele cu „dublă acțiune” (în engleză double-action). La aceste arme cocoșul se armează simultan cu apăsarea pe trăgaci, obținându-se astfel o mânuire mai simplă și un tir cu repetiție mai rapid. Apăsarea pe trăgaci (care are o cursă mai lungă decât la revolverele cu „simplă acțiune”) generează trei efecte:
1. „cocoșul” este tras spre înapoi, în poziția armat;
2. simultan, cilindrul rotativ („butoiașul”) este rotit cu o poziție, aducându-se următorul cartuș în dreptul țevii;
3. percutorul este eliberat pentru a lovi capsa cartușului, executându-se astfel focul.

## Comparație cu pistolul; avantaje și dezavantaje
Spre deosebire de revolver, pistoalele moderne (semiautomate) au o singură cameră de foc, iar cartușele sunt introduse acolo pe rând dintr-o magazie (încărcător). Acest tip de armă se armează și se reîncarcă automat, aruncând afară tubul gol al cartușului tras. Din punct de vedere tehnologic, sistemul de funcționare și mecanismul unui pistol este mai complicat decât cel al unui revolver, acest fapt aducând avantaje, dar și dezavantaje. Pistoalele pot trage consecutiv, fără a fi nevoie de o reîncărcare, până la 17 focuri, în funcție de capacitatea magaziei (încărcătorului), în timp ce în cazul revolverelor majoritatea acestora pot executa numai 6 focuri consecutive. Printre dezavantajele pistoalelor în comparație cu revolverele, cel mai des invocat este probabilitatea mai mare a apariției incidentelor din timpul tragerii (mai ales blocarea), din cauza mecanismului mai complicat. Există multe păreri pro și contra referitoare la acest lucru, subiectul fiind destul de sensibil pentru cei pasionați de tir.
Trebuie subliniat și faptul că la pistol o parte din energia degajată de explozia cartușului este captată de mecanismul care împinge culasa spre înapoi, ejectând tubul cartușului tras, iar la revenire culasa scoate un alt cartuș din încărcător, introducându-l pe țeavă și pregătind astfel arma pentru o nouă tragere. În acest mod, la pistol o parte din energie împinge proiectilul, iar altă parte reîncarcă arma, pe când la revolver întreaga energie este transferată proiectilului - de aici rezultă diferențele de putere (dar și de zgomot) dintre cele două tipuri de arme portabile.

### Cadența de tragere
Din punct de vedere al cadenței de tragere, pistolul (semiautomat) este superior revolverului. La revolverul cu simplă acțiune este necesară armarea manuală a „cocoșului” înainte de fiecare foc, iar la revolverul cu dublă acțiune, chiar dacă nu mai trebuie manevrat „cocoșul”, trăgaciul are o cursă foarte lungă (comparativ cu cea de la pistol), în prima fază realizând armarea și rotirea „butoiașului” și abia la sfârșitul cursei declanșând trăgaciul.

### Capacitatea magaziei
Și la acest capitol, pistolul este superior revolverului. Dacă în butoiașul revolverului se pot încărca, în general, între 5 și 8 cartușe (cele mai folosite fiind cele cu 6 cartușe), pistoalele semiautomate moderne ajung la 15, 17 și chiar 21 de cartușe, oferind o putere de foc mare. Acesta este și unul din motivele pentru care forțele din SUA au renunțat la revolverul lor tradițional .357 Magnum în favoarea pistoalelor cu o capacitate a magaziei semnificativ mai mare, în detrimental energiei proiectilului, pe motivul că „incapacitarea unui agresor poate fi realizată la fel de bine, sau chiar mai bine, de mai multe proiectile mai slabe dar trase rapid decât de 6 bucăți cu probabilitate mai redusă de a-și atinge ținta”.
De asemenea și ca viteză de reîncărcare pistolul este superior revolverului. La revolver, trebuie rabatat butoiașul, extrase tuburile goale ale cartușelor trase și reintrodus cartuș cu cartuș în butoiaș, în timp ce la pistol doar se scoate încărcătorul consumat și se reintroduce cel plin (încărcătorul de rezervă).

### Tipul muniției utilizate
Revolverul este însă superior pistolului din punct de vedere al muniției ce poate fi utilizată. Robustețea constructivă a revolverului a făcut posibilă fabricarea unor astfel de arme cu camerele de cartuș proiectate pentru muniție puternică, de la Magnum (calibrele .357 și .44), până la .454 Cassul sau .500 Smith & Wesson, ce dezvoltă o energie mai mare chiar și decât muniția folosită în mod curent la puștile de asalt. Revolverul mai oferă un avantaj legat de tipul muniției folosite și anume, datorită faptului că muniția de același calibru nu are îmtotdeauna aceeași încărcătură și greutate a proiectilului, putând exista diferențe semnificative în ceea ce privește energia glonțului și implicit viteza sa inițială, cu el se poate trage muniție cu caracteristici energetice diferite (la același calibru), în timp ce la pistoalele concepute cu sisteme de închidere inerțiale, care au arcul recuperator calibrat pentru o anumită valoare a energiei reculului, nu se poate trage decât muniție cu încărcătură apropiată de cea pentru care a fost calibrat arcul recuperator.
Din punct de vedere al alegerii calibrului armei, în principiu, cu cât calibrul este mai mare cu atât proiectilul este mai greu și va provoca daune mai mari. Dar un proiectil mai mare are o rezistență aerodinamică mai mare și implicit distanța utilă de tragere va fi mai scurtă decât la unul de calibru mai mic, dar cu aceeași încărcătură explozivă de lansare. Din acest motiv, dacă se dorește o armă de autoapărare, este preferabil un revolver de calibru mare, dar dacă se dorește o armă de precizie la o distanță mai mare este preferabil un pistol cu țeava mai lungă și un calibru mai mic.

### Siguranța în funcționare
Datorită modului de construcție și al funcționării mai complicate, pistolul este mai expus unor incidente în funcționare, în special în ceea ce privește realimentarea camerei cartuș în timpul tragerii, decât revolverul. De asemenea, în timpul funcționării pistolul are mai multe piese în mișcare și are mai multe orificii prin care praful își poate face loc. Revolverul are o construcție mai simplă, mai robustă și cu mai puține piese expuse acțiunii prafului, fiind astfel superior din punct de vedere al siguranței în funcționare.
Dar nu numai arma poate crea surprize neplăcute, ci și muniția, un eventual rateu datorat unei capse defecte nefiind exclus. În această situație, la pistol este necesară rearmarea prin manevrarea manuală a culatei, în timp ce la revolver, în cazul unui rateu din cauza unui cartuș defect, problema se rezolvă simplu și rapid apăsând încă odată pe trăgaci.

## Mărci celebre de revolver

### Colt – revolverul favorit al armatei și al pionierilor vestului american
Revolverul inventat de Samuel Colt, deși oficial era denumit „pistolul revolver Paterson”, a rămas în limbajul popular ca „revolverul Colt”, sau chiar mai simplu - „Colt”, devenind o moștenire culturală și industrială și aducând o importantă contribuție la dezvoltarea tehnologică militară.
Printre cele mai vestite modele de revolver produse de Colt se numără și așa-numitul Walker Colt, folosit de către cavaleriștii americani în perioada Războiului mexicano-american. Samuel Colt și firma Paterson au perseverat în perfecționarea revolverelor produse, reușind să devină furnizori oficiali ai Armatei SUA.
Un model deosebit de apreciat în acea perioadă a fost revolverul Colt .45 (care utiliza muniție de calibrul 0,45 țoli, adică 11,43 mm), una dintre armele despre care s-a spus că „a clădit istoria Americii”. Acest model a fost realizat în anul 1851, succesul său ducând la perfecționarea continuă a revolverului, prin variantele apărute în anii 1878 și 1898. Revolverele Colt au fost poreclite The Great Equalizer de către americani, deoarece aceste arme de foc puteau fi încărcate și folosite de oricine, comparativ cu pistoalele anterioare apariției lor, pistoale care necesitau dexteritate și o forță pe care nu o puteau avea copiii, bătrânii sau persoanele nefamiliarizate cu ele.

### Smith & Wesson – revolverul favorit al bandiților și al dueliștilor

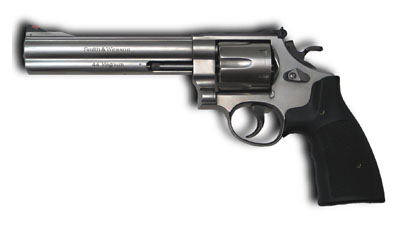
Revolver Smith & Wesson, calibrul .357 Magnum (muniție de calibrul de 9,07 mm)

În anul 1852, inginerii Horace Smith și Daniel B. Wesson și-au unit forțele pentru a produce arme de foc de mici dimensiuni, înființând corporația Smith & Wesson⁠(en)[traduceți], la Norwich, Connecticut. Celebritatea acestei firme a unor ambițioși antreprenori americani a venit odată cu producerea pe scară largă a revolverului Smith & Wesson Model 1. Succesul respectivului modelul s-a datorat unor inovații tehnice, în primul rând un cilindru rotativ („butoiaș”) superior calitativ celui creat de Samuel Colt, cilindru realizat prin colaborarea cu inventatorul american Rollin White⁠(en)[traduceți]. Și alți producători de arme de foc au preluat invenția lui White, ceea ce a dus la un proces pentru drepturi de autor, câștigat de Rollin White în anul 1862.
Revolverele produse de Smith & Wesson în Springfield, Massachusetts, unde se mutase ulterior firma, au devenit repede armele preferate ale aventurierilor și nelegiuiților, dar și ale oamenilor legii și dueliștilor din „Vestul Sălbatic”. Corporația Smith & Wesson a devenit celebră nu numai datorită multitudinii de tipuri de revolvere produse, ci și datorită varietății de cartușe produse pentru marile companii de armament americane. Odată cu izbucnirea Războiului Civil American, comenzile de armament primite de Smith & Wesson au crescut mult, revolverele produse de această companie demonstrându-și eficiența, comparativ cu revolverele produse de firmele rivale Colt, Winchester, Browning etc. Revolverul Smith & Wesson, Model 3, a fost arma favorită a celebrului pistolar și om al legii Wyatt Earp. Același model a fost utilizat și de armata SUA în campaniile sale împotriva unora dintre triburile de amerindieni din vestul și sudul Statelor Unite. Firma Smith & Wesson este și, în prezent, cel mai mare producător și vânzător de arme de foc de mici dimensiuni de pe teritoriul Statelor Unite.

## Galerie de imagini

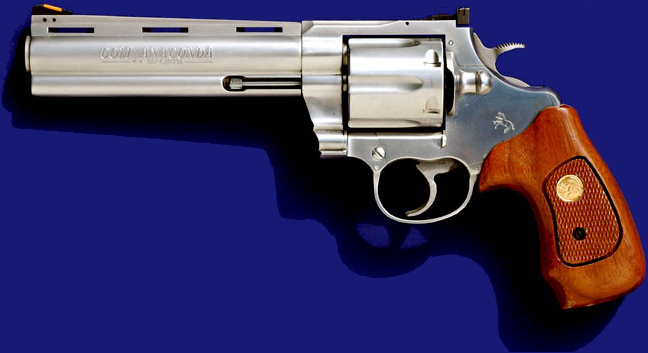
Colt New Service
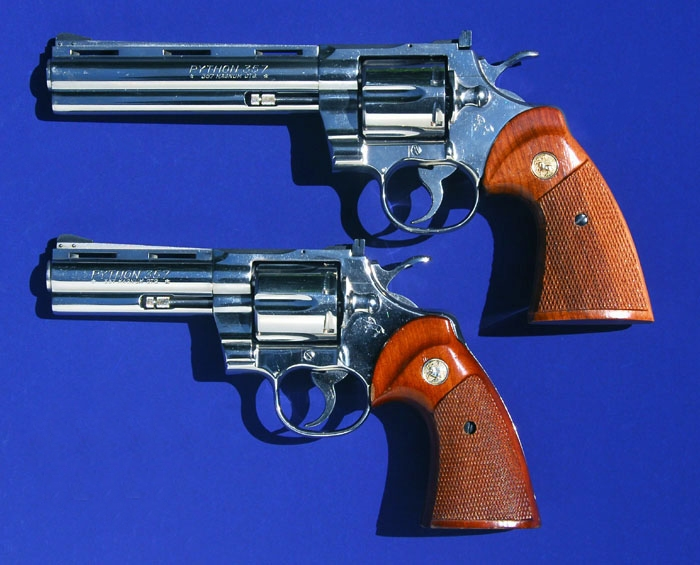
Colt Python, calibrul .357 Magnum
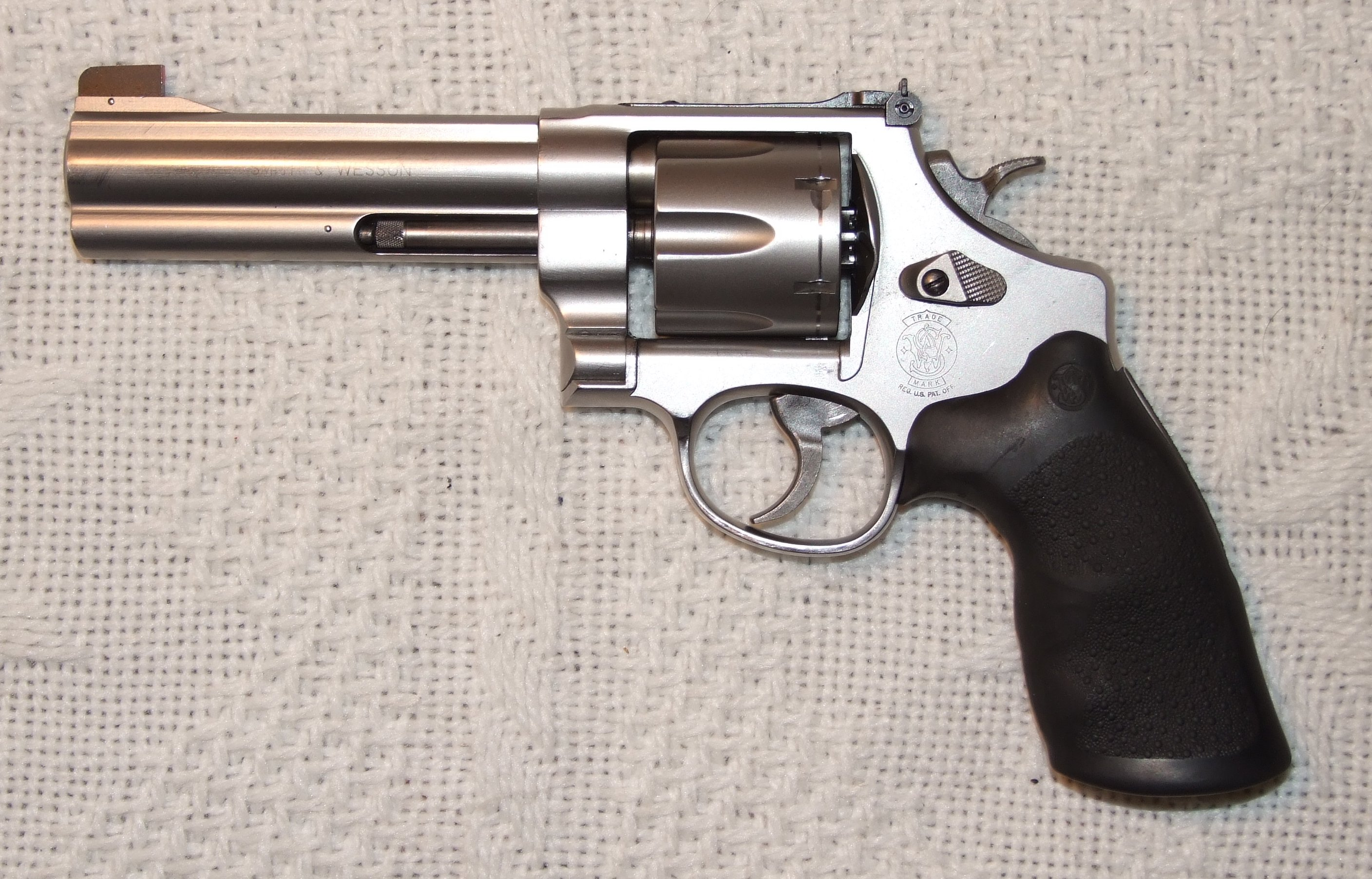
Smith & Wesson, model 625
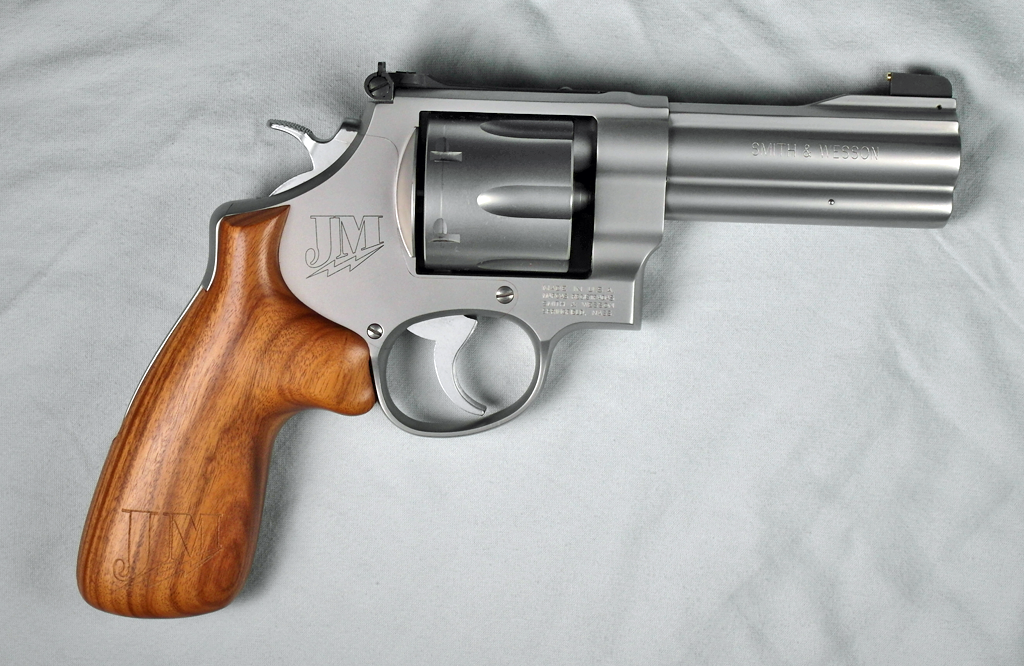
Smith & Wesson, model 625JM
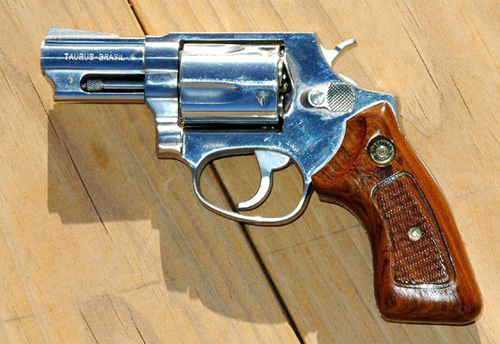
Taurus, calibrul .357 Magnum, model 605
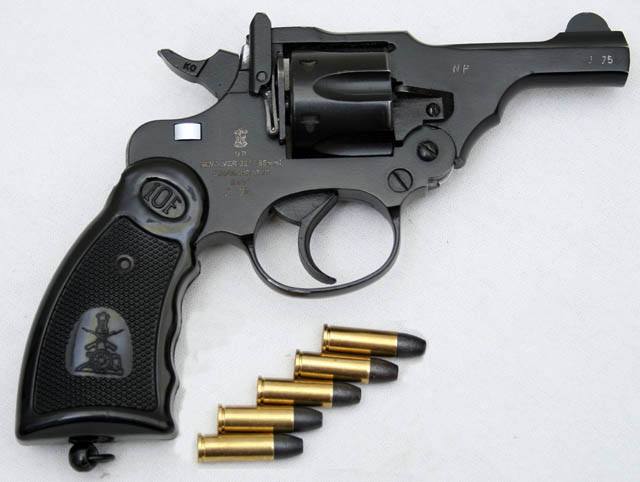
Revolver Webley britanic, Mk IV
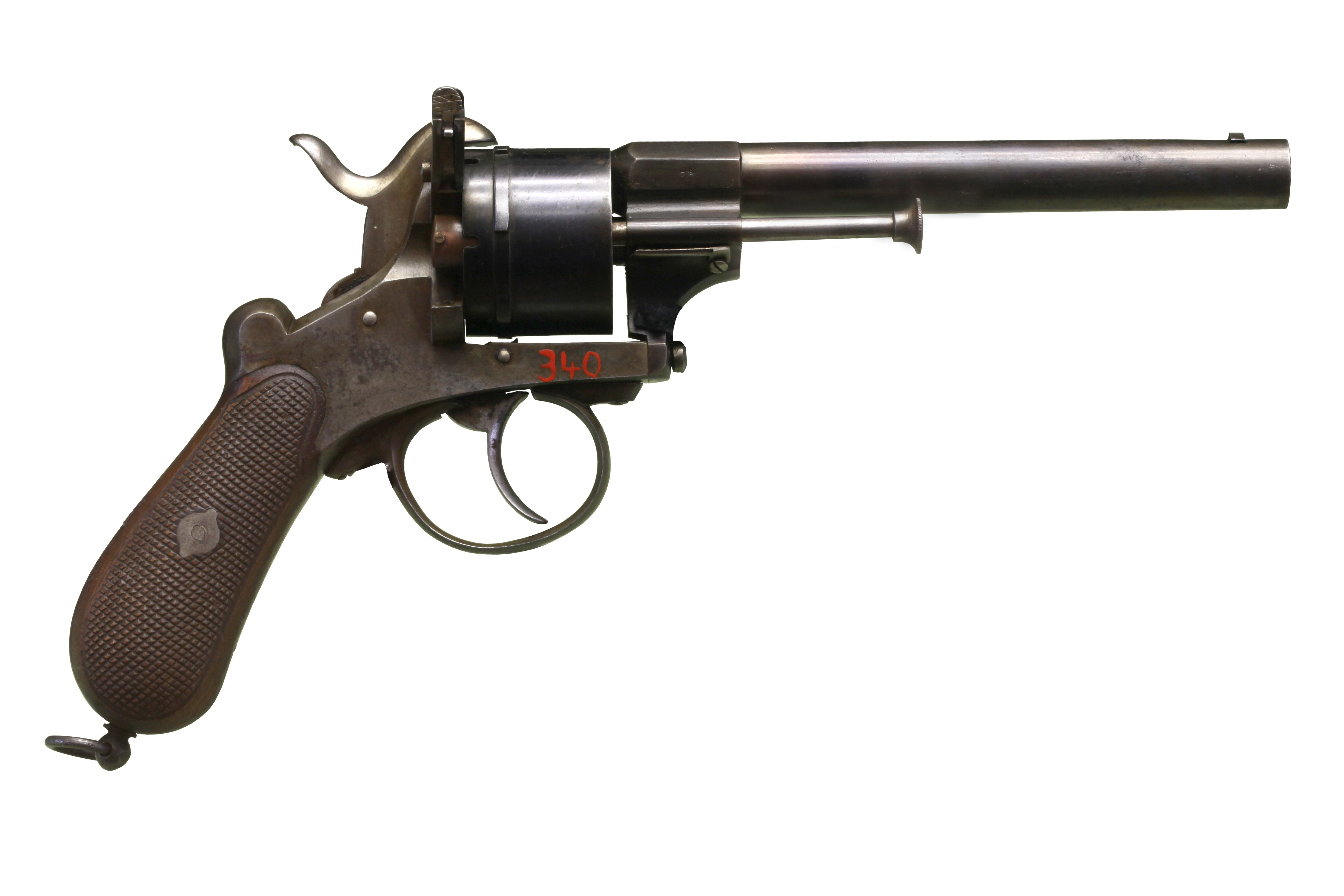
Lefaucheux M1858, revolver belgian, circa 1860-1865
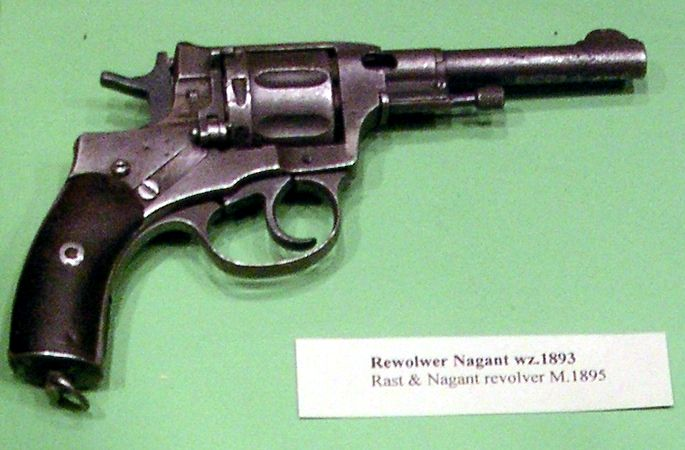
Nagant M1895, revolver rusesc